# Longitude

Uma grade na Terra como uma esfera ou um elipsoide. As linhas de polo a polo são linhas de longitude constante, ou meridianos. Os círculos paralelos ao Equador são círculos de latitude constante, ou paralelos. A grade mostra a latitude e a longitude dos pontos na superfície. Neste exemplo, os meridianos estão espaçados a intervalos de 6° e os paralelos a intervalos de 4°.

Longitude (/ˈlɒndʒᵻtjuːd/, AU e UK também /ˈlɒŋɡᵻʔ/) é uma coordenada geográfica que especifica a posição leste–oeste de um ponto na superfície da Terra, ou de outro corpo celestial. É uma medição angular, geralmente expressa em graus e denotada pela letra grega lambda (λ). Meridianos são linhas semicirculares imaginárias que correm de polo a polo e conectam pontos com a mesma longitude. O meridiano principal define a longitude 0°; por convenção, o Meridiano Internacional de Referência para a Terra passa próximo ao Observatório Real de Greenwich, no sudeste de Londres, na ilha da Grã-Bretanha. Longitudes positivas estão a leste do meridiano principal, e longitudes negativas estão a oeste.
Devido à rotação da Terra, há uma conexão próxima entre longitude e a medição do tempo. O tempo local cientificamente preciso varia com a longitude: uma diferença de 15° de longitude corresponde a uma diferença de uma hora no horário local, devido à posição diferente em relação ao Sol. Comparar o tempo local com uma medida absoluta de tempo permite determinar a longitude. Dependendo da era, o tempo absoluto pode ser obtido de um evento celestial visível de ambos os locais, como um eclipse lunar, ou de um sinal de tempo transmitido por telégrafo ou rádio. O princípio é simples, mas na prática encontrar um método confiável para determinar a longitude levou séculos e exigiu o esforço de algumas das maiores mentes científicas.
A posição norte–sul de um local ao longo de um meridiano é dada pela sua latitude, que é aproximadamente o ângulo entre o plano equatorial e a normal do solo naquele local.
A longitude é geralmente dada usando a normal geodésica ou a direção da gravidade. A longitude astronômica pode diferir ligeiramente da longitude comum devido à deflexão da vertical, pequenas variações no campo gravitacional da Terra (veja latitude astronômica).

## História
O conceito de longitude foi desenvolvido pela primeira vez por astrônomos gregos antigos. Hiparco (século II a.C.) usou um sistema de coordenadas que assumia uma Terra esférica e a dividiu em 360° como fazemos até hoje. Seu meridiano principal passava por Alexandria.:31 Ele também propôs um método para determinar a longitude comparando o tempo local de um eclipse lunar em dois lugares diferentes, demonstrando assim uma compreensão da relação entre longitude e tempo. Cláudio Ptolemeu (século II d.C.) desenvolveu um sistema de mapeamento usando paralelos curvos que reduziam a distorção. Ele também coletou dados para muitos locais, da Grã-Bretanha ao Oriente Médio. Ele usou um meridiano principal através das Ilhas Canárias, para que todos os valores de longitude fossem positivos. Embora o sistema de Ptolemeu fosse sólido, os dados que ele usava frequentemente eram ruins, levando a uma superestimação grosseira (em cerca de 70%) do comprimento do Mediterrâneo.:551–553
Após a queda do Império Romano, o interesse pela geografia declinou muito na Europa.:65 Astrônomos hindus e muçulmanos continuaram a desenvolver essas ideias, adicionando muitos novos locais e muitas vezes melhorando os dados de Ptolemeu. Por exemplo, al-Battānī usou observações simultâneas de dois eclipses lunares para determinar a diferença de longitude entre Antakya e Raqqa com um erro de menos de 1°. Isso é considerado o melhor que pode ser alcançado com os métodos então disponíveis: observação do eclipse a olho nu, e determinação do tempo local usando um astrolábio para medir a altitude de uma "estrela do relógio" adequada.
Na Idade Média tardia, o interesse pela geografia reviveu no Ocidente, à medida que as viagens aumentaram, e a erudição árabe começou a ser conhecida por meio do contato com a Espanha e o Norte da África. No século XII, tabelas astronômicas foram preparadas para várias cidades europeias, com base no trabalho de al-Zarqālī em Toledo. O eclipse lunar de 12 de setembro de 1178 foi usado para estabelecer as diferenças de longitude entre Toledo, Marselha e Hereford.:85
Cristóvão Colombo fez duas tentativas de usar eclipses lunares para descobrir sua longitude, a primeira na Ilha de Saona, em 14 de setembro de 1494 (segunda viagem), e a segunda na Jamaica em 29 de fevereiro de 1504 (quarta viagem). Presume-se que ele tenha usado tabelas astronômicas como referência. Suas determinações de longitude mostraram grandes erros de 13° e 38° W, respectivamente. Randles (1985) documenta medições de longitude pelos portugueses e espanhóis entre 1514 e 1627 nas Américas e na Ásia. Os erros variaram de 2° a 25°.
O telescópio foi inventado no início do século XVII. Inicialmente um dispositivo de observação, desenvolvimentos ao longo do meio século seguinte o transformaram em uma ferramenta de medição precisa. O relógio de pêndulo foi patenteado por Christiaan Huygens em 1657 e proporcionou um aumento de precisão de cerca de 30 vezes em relação aos relógios mecânicos anteriores. Essas duas invenções revolucionariam a astronomia observacional e a cartografia.
Em terra, o período desde o desenvolvimento de telescópios e relógios de pêndulo até meados do século XVIII viu um aumento constante no número de lugares cuja longitude havia sido determinada com precisão razoável, muitas vezes com erros de menos de um grau, e quase sempre dentro de 2° a 3°. Na década de 1720, os erros eram consistentemente inferiores a 1°. No mar durante o mesmo período, a situação era muito diferente. Dois problemas mostraram-se intratáveis. O primeiro foi a necessidade de um navegador para resultados imediatos. O segundo foi o ambiente marinho. Fazer observações precisas em uma ondulação oceânica é muito mais difícil do que em terra, e relógios de pêndulo não funcionam bem nessas condições.

### O cronômetro

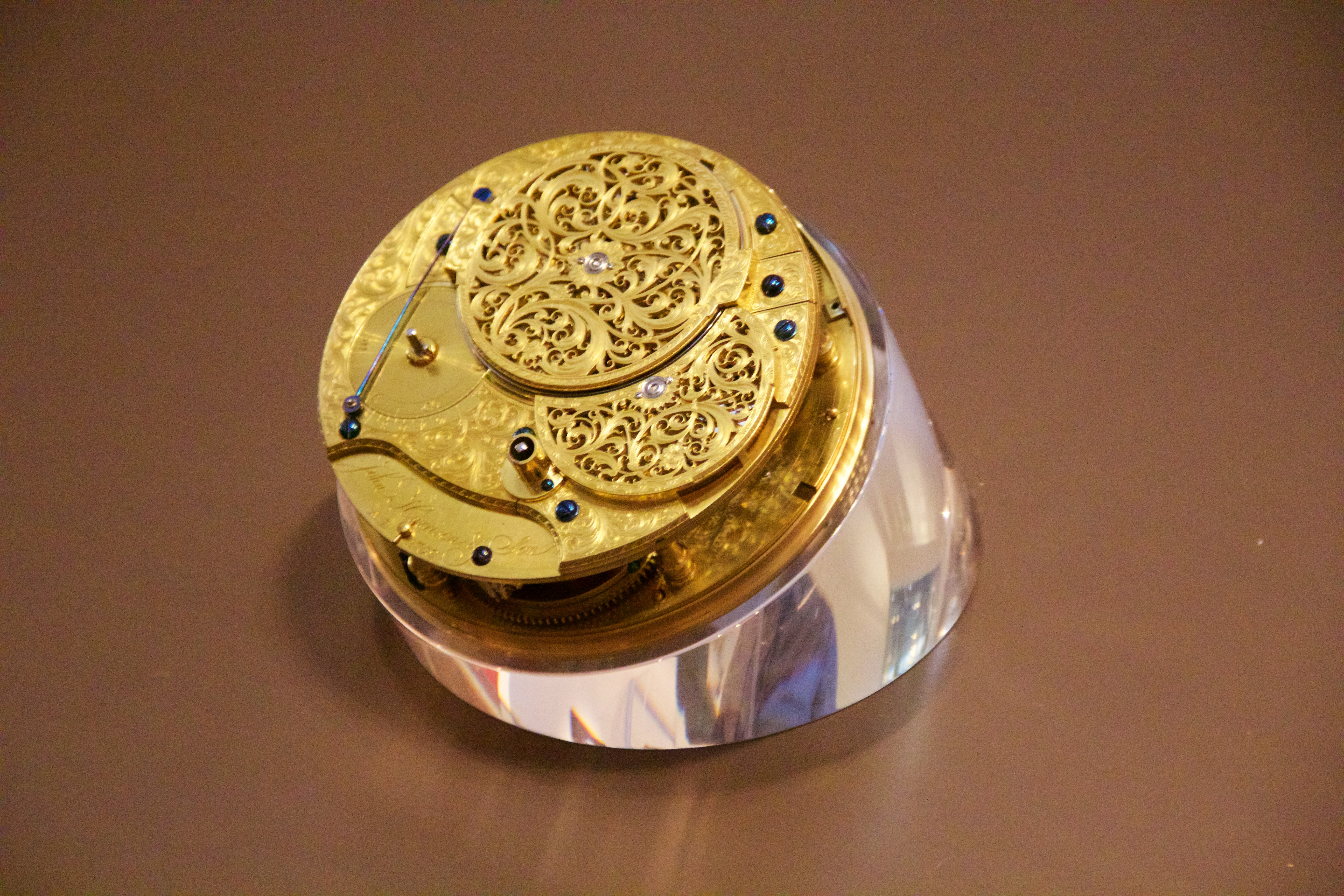
O mecanismo do cronômetro marinho H4 de John Harrison em exibição no Royal Observatory, Greenwich

Em resposta aos problemas de navegação, uma série de potências marítimas europeias ofereceram prêmios por um método para determinar a longitude no mar. O mais conhecido é o Longitude Act, aprovado pelo parlamento britânico em 1714.:8 Ofereceu dois níveis de recompensas, para soluções dentro de 1° e 0,5°. As recompensas foram concedidas para duas soluções: distâncias lunares, tornadas práticas pelas tabelas de Tobias Mayer desenvolvidas em um almanaque náutico pelo Astrônomo Real Nevil Maskelyne; e pelos cronômetros desenvolvidos pelo carpinteiro e relojoeiro de Yorkshire John Harrison. Harrison construiu cinco cronômetros ao longo de mais de três décadas. Este trabalho foi apoiado e recompensado com milhares de libras do Board of Longitude, mas ele lutou para receber dinheiro até o prêmio máximo de £ 20 000, recebendo finalmente um pagamento adicional em 1773 após a intervenção do parlamento.
Levou algum tempo até que qualquer um dos métodos fosse amplamente usado na navegação. Nos primeiros anos, os cronômetros eram muito caros, e os cálculos necessários para as distâncias lunares ainda eram complexos e demorados. As distâncias lunares começaram a ser amplamente utilizadas após 1790. Os cronômetros tinham a vantagem de que tanto as observações quanto os cálculos eram mais simples, e à medida que se tornaram mais baratos no início do século XIX, começaram a substituir os lunares, que raramente eram usados após 1850.
Os primeiros telégrafos funcionais foram estabelecidos na Grã-Bretanha por Wheatstone e Cooke em 1839, e nos EUA por Morse em 1844. Rapidamente percebeu-se que o telégrafo poderia ser usado para transmitir um sinal de tempo para a determinação da longitude. O método logo foi usado na prática para a determinação da longitude, especialmente na América do Norte, e em distâncias cada vez maiores à medida que a rede telegráfica se expandia, incluindo a Europa Ocidental com a conclusão dos cabos transatlânticos. O United States Coast Survey, renomeado como United States Coast and Geodetic Survey em 1878, foi particularmente ativo nesse desenvolvimento, e não apenas nos Estados Unidos. O Survey estabeleceu cadeias de locais mapeados através da América Central e do Sul, e das Índias Ocidentais, e até o Japão e a China nos anos de 1874 a 1890. Isso contribuiu grandemente para o mapeamento preciso dessas áreas.
Embora os marinheiros se beneficiassem dos gráficos precisos, eles não podiam receber sinais telegráficos enquanto navegavam, e portanto não podiam usar o método para navegação. Isso mudou quando a telegrafia sem fio (rádio) se tornou disponível no início do século XX. Sinais de tempo sem fio para uso de navios foram transmitidos de Halifax, Nova Escócia, a partir de 1907 e da Torre Eiffel em Paris a partir de 1910. Esses sinais permitiram que os navegadores verificassem e ajustassem seus cronômetros com frequência.
Os sistemas de navegação por rádio entraram em uso geral após a Segunda Guerra Mundial. Todos os sistemas dependiam de transmissões de balizas de navegação fixas. Um receptor a bordo calculava a posição do navio a partir dessas transmissões. Eles permitiam uma navegação precisa quando a má visibilidade impedia as observações astronômicas e se tornaram o método estabelecido para o transporte marítimo comercial até serem substituídos pelo GPS no início dos anos 1990.

## Determinação
Os principais métodos para determinar a longitude estão listados abaixo. Com uma exceção (declinação magnética) todos dependem de um princípio comum, que era determinar um tempo absoluto a partir de um evento ou medição e comparar o tempo local correspondente em dois locais diferentes.
- Distâncias lunares. Em sua órbita ao redor da Terra, a Lua se move em relação às estrelas a uma taxa de pouco mais de 0,5°/hora. O ângulo entre a Lua e uma estrela adequada é medido com um sextante e (após consultar tabelas e cálculos demorados) fornece um valor para o tempo absoluto.
- Satélites de Júpiter. Galileu propôs que, com conhecimento suficientemente preciso das órbitas dos satélites, suas posições poderiam fornecer uma medida de tempo absoluto. O método requer um telescópio, pois as luas não são visíveis a olho nu.
- Conjunções, ocultações e eclipses. Uma conjunção é a menor distância aparente entre dois objetos (a Lua, uma estrela ou um planeta); uma ocultação ocorre quando uma estrela ou planeta passa por trás da Lua — essencialmente um tipo de eclipse. Eclipses lunares continuaram a ser usados. Os tempos de qualquer um desses eventos podem ser usados como medida do tempo absoluto.
- Cronômetros. Um relógio é ajustado para o tempo local de um ponto de partida cuja longitude é conhecida, e a longitude de qualquer outro local pode ser determinada comparando seu tempo local com o tempo do relógio.
- Declinação magnética. Uma agulha de bússola geralmente não aponta exatamente para o norte. A variação do norte verdadeiro varia com a localização, e foi sugerido que isso poderia fornecer uma base para a determinação da longitude.

Com exceção da declinação magnética, todos provaram métodos práticos. Desenvolvimentos em terra e no mar, no entanto, foram muito diferentes.
A longitude em um ponto pode ser determinada calculando a diferença de tempo entre a sua localização e o Tempo Universal Coordenado (UTC). Como há 24 horas em um dia e 360 graus em um círculo, o sol se move pelo céu a uma taxa de 15 graus por hora (360° ÷ 24 horas = 15° por hora). Portanto, se o fuso horário de uma localização estiver três horas à frente do UTC, essa localização está próxima de 45° de longitude (3 horas × 15° por hora = 45°). A palavra próxima é usada porque o ponto pode não estar no centro do fuso horário; também os fusos horários são definidos politicamente, de modo que seus centros e limites frequentemente não se situam em meridianos múltiplos de 15°. Para realizar este cálculo, no entanto, é necessário um cronômetro (relógio) ajustado para o UTC e é necessário determinar o tempo local por observação solar ou astronômica. Os detalhes são mais complexos do que descrito aqui: veja os artigos sobre Tempo Universal e sobre a equação do tempo para mais detalhes.

## Valores
A longitude é dada como uma medida angular com 0° no Meridiano Principal, variando de −180° a oeste até +180° a leste. A letra grega λ (lambda) é usada para denotar a localização de um lugar na Terra a leste ou oeste do Meridiano Principal.
Cada grau de longitude é subdividido em 60 minutos, cada um dos quais é dividido em 60 segundos. Uma longitude é, portanto, especificada em notação sexagesimal como, por exemplo, 23° 27′ 30″ E. Para maior precisão, os segundos são especificados com uma fração decimal. Uma representação alternativa usa graus e minutos, e partes de um minuto são expressas em notação decimal, assim: 23° 27.5′ E. Os graus também podem ser expressos como uma fração decimal: 23.45833° E. Para cálculos, a medida angular pode ser convertida para radianos, de modo que a longitude também pode ser expressa desta forma como uma fração assinada de π (pi), ou uma fração não assinada de 2π.
Para cálculos, o sufixo Oeste/Leste é substituído por um sinal negativo no hemisfério ocidental. A convenção padrão internacional (ISO 6709)—de que o Leste é positivo—é consistente com um sistema de coordenadas cartesianas com a mão direita, com o Polo Norte para cima. Uma longitude específica pode então ser combinada com uma latitude específica (positiva no hemisfério norte) para dar uma posição precisa na superfície da Terra. Confusamente, a convenção de negativo para o Leste às vezes também é vista, mais comumente nos Estados Unidos; o Earth System Research Laboratories usava em uma versão anterior de uma de suas páginas, para "tornar a entrada de coordenadas menos complicada" para aplicações confinadas ao hemisfério ocidental. Eles desde então mudaram para a abordagem padrão.
A longitude é singular nos Polos e cálculos que são suficientemente precisos para outras posições podem ser imprecisos nos Polos ou próximos a eles. Além disso, a discontinuidade no meridiano de ±180° deve ser tratada com cuidado nos cálculos. Um exemplo é um cálculo de deslocamento leste subtraindo duas longitudes, o que dá a resposta errada se as duas posições estiverem de um lado ou de outro deste meridiano. Para evitar essas complexidades, algumas aplicações usam outra representação de posição horizontal.

## Comprimento de um grau de longitude
O comprimento de um grau de longitude (distância leste-oeste) depende apenas do raio de um círculo de latitude. Para uma esfera de raio a esse raio na latitude φ é a cos φ, e o comprimento de um arco de um grau (ou ⁠π/180⁠ radiano) ao longo de um círculo de latitude é
{\displaystyle \Delta _{\rm {long}}^{1}={\frac {\pi }{180}}a\cos \phi }
| φ   | Δ1 lat     | Δ1 long    |
| --- | ---------- | ---------- |
| 0°  | 110,574 km | 111,320 km |
| 15° | 110,649 km | 107,551 km |
| 30° | 110,852 km | 96,486 km  |
| 45° | 111,133 km | 78,847 km  |
| 60° | 111,412 km | 55,800 km  |
| 75° | 111,618 km | 28,902 km  |
| 90° | 111,694 km | 0,000 km   |

Quando a Terra é modelada por um elipsoide esse comprimento de arco se torna
{\displaystyle \Delta _{\rm {long}}^{1}={\frac {\pi a\cos \phi }{180{\sqrt {1-e^{2}\sin ^{2}\phi }}}}}
onde e, a excentricidade do elipsoide, está relacionada aos eixos maior e menor (os raios equatorial e polar respectivamente) por
{\displaystyle e^{2}={\frac {a^{2}-b^{2}}{a^{2}}}}
Uma fórmula alternativa é
{\displaystyle \Delta _{\rm {long}}^{1}={\frac {\pi }{180}}a\cos \beta \quad {\mbox{onde }}\tan \beta ={\frac {b}{a}}\tan \phi }; aqui {\displaystyle \beta } é a chamada latitude paramétrica ou reduzida.
cos φ diminui de 1 no equador para 0 nos polos, o que mede como os círculos de latitude encolhem do equador para um ponto no polo, portanto o comprimento de um grau de longitude diminui da mesma forma. Isso contrasta com o pequeno aumento (1%) no comprimento de um grau de latitude (distância norte-sul), do equador ao polo. A tabela mostra ambos para o elipsoide WGS84 com a = 63 78 137,0 m e b = 6 356 752,314 2 m. A distância entre dois pontos a 1 grau de distância no mesmo círculo de latitude, medida ao longo desse círculo de latitude, é ligeiramente maior do que a distância mais curta (geodésica) entre esses pontos (a menos que estejam no equador, onde essas são iguais); a diferença é menor que 0,6 m (2 pé).
Uma milha geográfica é definida como o comprimento de um minuto de arco ao longo do equador (um minuto equatorial de longitude), portanto, um grau de longitude ao longo do equador é exatamente 60 milhas geográficas ou 111,3 quilômetros, pois há 60 minutos em um grau. O comprimento de 1 minuto de longitude ao longo do equador é de 1 milha geográfica ou 1,855 km ou 1,153 milhas, enquanto o comprimento de 1 segundo é de 0,016 milha geográfica ou 30,916 m ou 101,43 pés.